# Dorset Premier League
Dorset Premier Football League là một giải đấu bóng đá Anh ở Dorset, nằm ở cấp độ 11 của Hệ thống các giải bóng đá ở Anh.

## Lịch sử
Giải đấu được thành lập năm 1957 với tên gọi Dorset Football Combination League khi một số đội bóng trong hạt giác ngộ khi bị quyết định bởi các đội bóng trẻ và nhỏ hơn.
Mục tiêu của giải đấu khi thành lập là nâng cao tiêu chuẩn bóng đá trong suốt Dorset và các hạt lân cận, là ý tưởng vẫn giữ cho đến ngày nay.
Hiện tại giải đấu đang vận hành với 18 câu lạc bộ, bao phủ toàn bộ hạt Dorset, từ Bridport ở phía Tây và Swanage ở phía Nam cộng với Tintinhull và Westland Sports từ Somerset, và Mere Town từ Wiltshire.
Mùa giải đầu tiên chứng kiến 12 câu lạc bộ cùng với  Swanage Town đoạt chức vô địch và 15th Training Battalion R.A.S.C. cán đích ở vị trí thứ 2. Mùa giải sau đó 2 vị trí này đã bị đảo ngược.
Trong 5 mùa giải đầu tiên, Swanage Town vô địch 4 lần và đứng thứ 2 duy nhất 1 lần.
Parley Sports vào đến chung kết Combination Cup 21 lần, vô địch 11 lần, vô địch giải đấu 12 và giành vị trí thứ hai 9 lần. Có một giai đoạn họ vô địch Combination League 5 mùa giải liên tiếp từ năm 1962 đến năm 1966.
Năm 1991, Dorset Football Combination League chấp nhận lời đề nghị trở thành một giải đấu góp đội cho Wessex League, do đó tạo cơ hội cho các câu lạc bộ thành viên vào thi đấu ở National League System.  Giải đấu được xếp ở Bậc 7 của National League System, song song với Hampshire Premier League.  Các câu lạc bộ thăng hạng từ Dorset Premier League thường gia nhập vào mức 2 của Wessex League.  Tuy nhiên, cuối mùa giải 2005-06, Sherborne Town lên thi đấu ở Western League Division One.  Bridport, vẫn là một đội dự bị đang chơi ở DPL, cũng thi đấu ở Western League. Đội cuối bảng có thể bị xuống chơi ở Dorset Senior League, nằm ở cấp độ 12 của Hệ thống các giải bóng đá ở Anh.
Mùa giải 2002-03 chứng kiến giải đấu đổi tên thành Dorset Premier Football League. Nó có vẻ phản ánh đúng hơn vị trí của các câu lạc bộ. Năm 2010, giải đấu được thưởng danh hiệu FA Charter Standard, mới chỉ là giải đấu thứ 3 được quyền tài phán của FA trao thưởng danh hiệu này.

## Nhà vô địch
| Mùa giải  | Đội vô địch          |
| --------- | -------------------- |
| 1998–99   | Portland United      |
| 1999–2000 | Portland United      |
| 2000–01   | Hamworthy Recreation |
| 2001–02   | Hamworthy Recreation |
| 2002–03   | Hamworthy United     |
| 2003–04   | Hamworthy United     |
| 2004–05   | Hamworthy Recreation |
| 2005–06   | Holt United          |
| 2006–07   | Westland Sports      |
| 2007–08   | Portland United      |
| 2008–09   | Portland United      |
| 2009–10   | Hamworthy Recreation |
| 2010–11   | Hamworthy Recreation |
| 2011–12   | Westland Sports      |
| 2012–13   | Portland United      |
| 2013–14   | Portland United      |
| 2014–15   | Hamworthy Recreation |